# 马泰奥·塔塞蒂
马泰奥·塔塞蒂（義大利語：Matteo Tassetti，1972年9月19日—），意大利男子田径运动员。他曾代表意大利参加1996年、2000年和2004年夏季残疾人奥林匹克运动会田径比赛，获得一枚金牌。